# 大越村
大越村（おおごえむら）は、埼玉県北埼玉郡に存在した村。現在の加須市北部に位置する。

## 地理
- 川：利根川

## 歴史

### 村名の由来
旧2村のうち大村である大越村より。

### 沿革
- 1889年（明治22年）4月1日 - 町村制施行により、大越村、外野村が合併して北埼玉郡大越村発足。
- 1957年（昭和32年）1月1日 - 加須市へ編入。